# لس آنجلس بانوی من است
لس آنجلس بانوی من است (انگلیسی: L.A. Is My Lady) آلبوم موسیقی با صدای فرانک سیناترا است که در سال ۱۹۸۴ منتشر شد.